# Bomaanslag op de Australische ambassade in Indonesië
De bomaanslag op de Australische ambassade in Indonesië vond plaats op 9 september 2004. 
De aanslag werd uitgevoerd in de hoofdstad Jakarta. Er vielen naar verluidt 9 doden en meer dan 130 gewonden. De bom was geplaatst in een kleine Daihatsu naast de ambassade. Jemaah Islamiyah, een islamitische Indonesische terreurgroep, eiste op 12 september de aanslag op.